# Fraissinet-de-Lozère
Fraissinet-de-Lozère este o comună în departamentul Lozère din sudul Franței. În 2009 avea o populație de 224 de locuitori.

## Evoluția populației
| An        | 1975 | 1982 | 1990 | 1999 | 2006 | 2009 |
| --------- | ---- | ---- | ---- | ---- | ---- | ---- |
| Populație | 213  | 214  | 199  | 190  | 216  | 224  |